# Aclyvolva
Aclyvolva là một chi ốc biển, là động vật thân mềm chân bụng sống ở biển thuộc họ Ovulidae.

## Các loài
Các loài thuộc chi Aclyvolva bao gồm:
- Aclyvolva lamyi (F.A. Schilder, 1932)[2]
- Aclyvolva lanceolata (G.B. Sowerby II, 1848)[3]
- Aclyvolva nicolamassierae Fehse, 1999[4]

## Hình ảnh

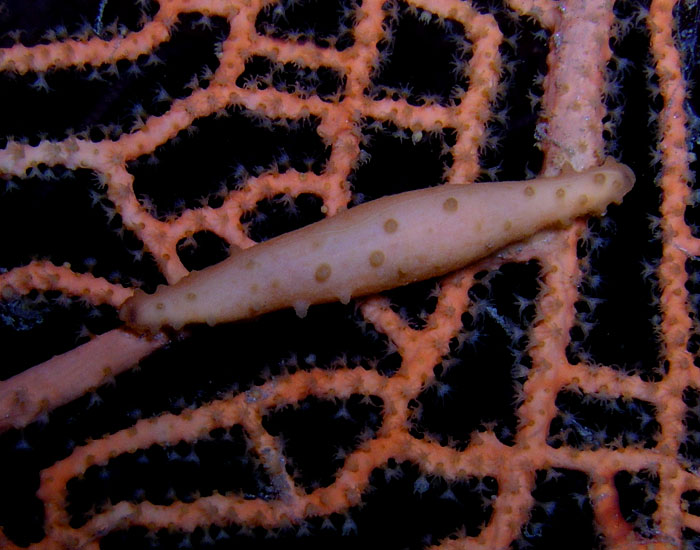